# Dolophilodes affinis
Dolophilodes affinis är en nattsländeart som beskrevs av Levanidova och Arefina in Arefina, Ivanov 1996. Dolophilodes affinis ingår i släktet Dolophilodes och familjen stengömmenattsländor. Inga underarter finns listade i Catalogue of Life.